# Meschers-sur-Gironde

Meschers-sur-Gironde este o comună în departamentul Charente-Maritime, Franța. În 1 ianuarie 2022 avea o populație de 3.165 de locuitori.